# Jüdische Gemeinde Bacourt
Eine Jüdische Gemeinde in Bacourt, einer französischen Gemeinde im Département Moselle in Lothringen, bestand im 19. Jahrhundert.

## Geschichte
Im 19. Jahrhundert gab es eine jüdische Gemeinde in Bacourt, die eine Synagoge und ein rituelles Bad (Mikwe) besaß. Nur vom rituellen Bad finden sich noch Spuren in einem privaten Garten. Die jüdische Gemeinde gehörte bis 1871 zum Consistoire Nancy und danach zum Consistoire Metz.
Im Jahr 1939 lebte nur ein jüdisches Ehepaar in Bacourt, das von den deutschen Besatzern deportiert und ermordet wurde. Auf einer Gedenktafel für die Toten der Gemeinde während des Zweiten Weltkriegs wird an sie erinnert.

## Ministres officiants
- 1829 bis 1831: Michel Salomon
- 1888 bis 1899: Léopold Marx
- 1901 bis nach 1905: Horvilleur